# 세부주
세부주(영어: Province of Cebu)는 필리핀 중부 중앙비사야스 지방에 속하는 주이며 세부와 주변의 작은 섬(막탄섬, 카모테스 제도, 오랑고 환초 등)을 그 범위로 한다.

## 지리
남동쪽으로는 보홀해를 경계로 보홀주, 남쪽으로는 시키호르주와 인접해 있으며 서쪽으로는 타뇬 해협을 경계로 동네그로스주와 서네그로스주, 동쪽으로는 레이테주와 인접해 있다. 하얀 모래와 에메랄드 그린의 청정 해역으로 필리핀의 리조트 휴양지로서 유명하며 많은 관광객이 찾아 온다.

## 주요 도시
- 시
  - 세부(Cebu, 주도)
  - 만다우에(Mandaue)
  - 라푸라푸(Lapu - Lapu) (막탄 세부 국제공항이 있다.)
  - 탈리사이(Talisay)

이상의 4개 도시는 수도권인 마닐라 대도시에 이어 메트로 폴리스를 형성하고 있다. 이 지역을 메트로 세부(Metro Cebu)라고 부른다.
- 메트로 세부
  - 다나오
  - 톨레도

이 외에 47개 마을이 있다.

## 인구
| 연도                                                                | 인구      | ±% p.a. |
| ------------------------------------------------------------------- | --------- | ------- |
| 1903                                                                | 653,727   | —       |
| 1918                                                                | 855,065   | +1.81%  |
| 1939                                                                | 1,068,078 | +1.06%  |
| 1948                                                                | 1,123,107 | +0.56%  |
| 1960                                                                | 1,332,847 | +1.44%  |
| 1970                                                                | 1,170,386 | −1.29%  |
| 1975                                                                | 1,264,357 | +1.56%  |
| 1980                                                                | 1,410,346 | +2.21%  |
| 1990                                                                | 1,732,386 | +2.08%  |
| 1995                                                                | 1,890,357 | +1.65%  |
| 2000                                                                | 2,160,569 | +2.91%  |
| 2007                                                                | 2,440,120 | +1.69%  |
| 2010                                                                | 2,619,362 | +2.61%  |
| 2015                                                                | 2,938,982 | +2.22%  |
| 2020                                                                | 3,325,385 | +2.46%  |
| Excludes independent cities Source: Philippine Statistics Authority |           |         |